# Théodore Stravinsky
Théodore Igorevitsj Stravinsky (Russisch: Теодор Игоревич Стравинский) (Sint-Petersburg, 24 maart 1907 - Genève, 16 mei 1989) was een Franse kunstschilder van Russische afkomst.
Geboren als zoon van de Russische componist Igor Stravinsky heeft hij in Nederland verschillende kerken in de stijl van de Bossche School met zijn kunstwerken gedecoreerd, waaronder de dekenale kerk te Gennep en de RK Sint-Willibrorduskerk te Almelo.  
Théodore Stravinsky werd geboren ten tijde van de regering van tsaar Nicolaas II. Vader Igor zou in de twintigste eeuw het landschap van de moderne muziek ingrijpend veranderen. Théodore is vernoemd naar zijn grootvader van vaderskant, een gevierde opera-acteur.
Op het moment van het uitbreken van de Eerste Wereldoorlog bevond de familie Stravinsky zich in het neutrale Zwitserland. Door de omstandigheden gedwongen moeten de ouders van Théodore, Igor en Catherine, en hun gezin hier de oorlogsjaren in ballingschap doorbrengen. In 1920 komt er een einde aan het verblijf in Zwitserland en vertrekt het gezin naar Frankrijk. Van hun vader kregen Théodore en zijn jongere broer Swiataslow pianolessen, maar het zou niet zijn grote ambitie worden om in de muziek een toekomst te vinden. Zijn broer echter, zou later diverse malen samen met zijn vader concerten verzorgen op tal van plaatsen in de wereld en zich uiteindelijk vestigen in Chicago als hoogleraar in de musicologie.
Théodore voelde zich meer aangetrokken tot de beeldende kunst. Hij kreeg schilderlessen van Georges Braque en André Derain die hem hielpen zijn schilderkundige talenten te ontwikkelen en onderhield ook contacten met Henri Matisse. Later volgde hij gedurende twee jaar een opleiding aan de Académie van André Lhote. In de oorlogsjaren, in het najaar van 1942 verhuisde hij met zijn vrouw, de Italiaanse Dénise Querzoni, naar Genève.
Inmiddels was hij reeds een alom gerespecteerd kunstenaar en had al vanaf 1927 diverse tentoonstellingen op zijn naam staan in o.a. een aantal Parijse salons.
Zijn werk bestond uit schilderijen, tekeningen, en muurschilderingen. Ook vervaardigde hij glasmozaïeken en ontwierp vensters, waaronder de inmiddels wereldberoemde zestig ramen voor de Christus-Koning-Kerk te Fribourg in Zwitserland en de mozaïeken in de Sacré Coeur te Genève en Assy in Frankrijk. Een aantal malen ontwierp hij ook theaterdecors voor uitvoeringen van werken van zijn vader waaronder Les Noces in het Palais des Beaux Art in Brussel in 1936, het jaar van zijn huwelijk. Tijdens de invasie in Frankrijk werkte hij in Zürich aan het ballet Petrouchka. Later zouden nog volgen decors voor de opera The Rake's Progress in 1956 in Genève en in 1961 in dezelfde stad voor L'Oiseau de Feu. In 1948 schreef hij een indringende studie over persoon en werk van Igor Stravinsky.
Van zijn vrije schilderwerken hield hij tentoonstellingen in Parijs, Toulouse, Rome, Milaan, Londen, New York, Zürich, Bern, Lausanne en Neuchâtel.
Zijn stijl ligt tussen het figuratieve en het abstracte, waardoor veelal een suggestief resultaat ontstaat en er een soort van interactie tussen waarnemer en kunstwerk tot stand komt. Vader en zoon Stravinsky waren beiden zeer gelovige mensen. Dit verklaart ook waarom later religie in het werk van beide kunstenaars steeds nadrukkelijker naar voren zou komen. Théodore zou later overgaan naar het rooms-katholieke geloof waar hij zich erg tot aangetrokken voelde, zijn vader bleef Russisch-orthodox.
In 1968 schilderde Théodore Stravinsky een fries van 72 meter in de Sint-Willibrorduskerk te Almelo, voorstellende 24 afbeeldingen uit het leven van Jezus. Deze fries is na de sluiting van deze kerk, geconserveerd en in maart 2021 bevestigd in de nieuwe Sint-Bonifatiuskerk in Almere.
Behalve in Almelo zou Stravinsky ook nog in enkele andere plaatsen in Nederland werkzaam zijn. In Breda vervaardigde hij een schildering in de Onze-Lieve-Vrouwe-van-Fatimakerk, de Sint-Martinuskerk in Gennep en in 's-Hertogenbosch in de Sint-Lucaskerk.
- Bibsys: 6009421
- Bibliothèque nationale de France: cb12238714z (data)
- CiNii: DA13649054
- Gemeinsame Normdatei: 119165988
- International Standard Name Identifier: 0000 0001 1455 8468
- Library of Congress Control Number: n82044914
- MusicBrainz: 955c1cf0-33dd-48e6-aca9-aadf06028555
- Nationale Bibliotheek van Tsjechië: js20181001421
- Nationale bibliotheek van Australië: 53875794
- Nationale Bibliotheek van Israël: 987007406743305171
- Nederlandse Thesaurus van Auteursnamen: 125040652
- RKD-Nederlands Instituut voor Kunstgeschiedenis: 75675
- Istituto Centrale per il Catalogo Unico: TO0V099320
- SIKART: 4001722
- Système universitaire de documentation: 233012532
- Trove: 1540791
- Union List of Artist Names: 500002945
- Virtual International Authority File: 117764124
- WorldCat: E39PBJth3pBCqGHhQtrMpk9xDq